# Walter Haefner
Walter Haefner, (Zúrich, 13 de septiembre de 1910 - 19 de junio de 2012) fue un hombre de negocios y criador de caballos purasangre suizo.
Según la revista Forbes es el millonario número 248 (marzo 2012), con una fortuna estimada en 4.300 millones de dólares.
Walter Haefner en su juventud fue vendedor de sistemas de calefacción para casas, luego trabajó en el mercado automotriz en la división suiza de General Motors Corporation. A los treinta años viajó a Inglaterra, donde tomó la decisión de independizarse y, gracias a un crédito del UBS, compró un automóvil para venderlo en Suiza. Años después se convirtió en el principal importador suizo de Volkswagen, Seat, Skoda, Porche y Audi a través de su compañía AMAG.
Sin embargo, la mayor parte de su fortuna no proviene de la comercialización de automóviles. Haefner es millonario gracias a su empresa de Software Computer Associates. En la segunda mitad de la década de 1960, su empresa automotríz importó la primera computadora IBM que llegó a Suiza; así empezó a incursionar en el naciente mundo de las computadoras. Su empresa desarrolló un programa contable que funcionó muy bien, tan bien que dos años después competía con IBM en el mercado europeo con presencia en Italia, Alemania, Francia y Austria.
En 1967 adquirió Wyly una empresa estadounidense de software ubicada en Texas. Algunos años después, Wyly se convirtió en Uccel. Posteriormente adquirió el 24 % de su principal competidor, Computer Associates, el gigante del software ubicado en California, convirtiéndose en el mayor accionista de Computer Associates.
En 1999 a los 89 años de edad Haefner enfrentó el peor revés de su carrera cuando la Security Exchange Comisión confirmó que a lo largo de cuatro años, Computer Associates había reportado a los mercados financieros ganancias que no eran del todo ciertas. Lo que le causó a CA no solo una gran multa sino el desprestigio mundial, después de esto Haefner se distanció de la compañía.
Haefner vivió en la misma casa que compró en 1948.
Fuera de sus negocios su gran pasión son los caballos de carreras.
En 1962 ganó el Campeonato hípico europeo y compró Moyglare, una hacienda en Irlanda de 440 acres de extensión. Sus caballos purasangre han ganado numerosas carreras en Inglaterra, Europa, Japón, Estados Unidos, Hong Kong y Australia.